# No Prayer for the Dying
No Prayer for the Dying је осми студијски албум енглеског хеви метал састава Ајрон мејден, издат 1990. године.

## Списак песама
1. „Tailgunner“ (Брус Дикинсон, Стив Херис) – 4:15
2. „Holy Smoke“ (Дикинсон, Херис) – 3:49
3. „No Prayer for the Dying“ (Херис) – 4:23
4. „Public Enema Number One“ (Дикинсон, Дејв Мареј) – 4:13
5. „Fates Warning“ (Херис, Мареј) – 4:12
6. „The Assassin“ (Херис) – 4:35
7. „Run Silent Run Deep“ (Дикинсон, Мареј) – 4:35
8. „Hooks in You“ (Дикинсон, Адријан Смит) – 4:08
9. „Bring Your Daughter...To the Slaughter“ (Дикинсон) – 4:45
10. „Mother Russia“ (Херис) – 5:32